# Mark Karan
Mark Karan est un guitariste américain, surtout connu pour sa participation  avec le groupe Ratdog. Il mène également une carrière au sein de Jemimah Puddleduck.

## Carrière
Mark Karan a joué la guitare pour de nombreux artistes, comme Dave Mason, Huey Lewis et  The Rembrandts. En 1998 il devient membre, avec Steve Kimock, du groupe The Other Ones formé d'anciens musiciens  de Grateful Dead. Il joue en tournée avec the Other Ones entre 1998 et 2000.
En 1998, Karan rejoint Ratdog, un groupe mené par Bob Weir. 
En juillet de 2007, Mark Karan a annoncé qu'il est traité pour un  cancer de la gorge. 

## Discographie
- Chopped & Channeled (1991) — Dynatones
- Makin' It Real (1993) —  Jesse Colin Young
- Exception to the Rule (1994) — Arnold McCuller
- Crazy Boy (1995) — Jesse Colin Young
- Moment of Truth (1996) — Jack James
- Well (1996) — David Grow
- Open the Door (1998) — Janet Robin
- Hindsight (1998) — John Purdell
- Sounds from Home (1998) — Delaney Bramlett
- Spin This! (1998) — The Rembrandts
- The Strange Remain (1999) — The Other Ones
- Evening Moods (2000) — Ratdog
- Jemimah Puddleduck (2000) — Jemimah Puddleduck
- Live at Roseland (2001) — Ratdog
- Weir Here - The Best Of Bob Weir (2004) — Bob Weir